# Бурастан
Бурастан (вірм. Բուրաստան) — село в марзі Арарат, у центрі Вірменії. Село розташоване на трасі Єреван — Степанакерт, неподалік від залізниці Масіс — Єрасх, за 7 км на північний захід від міста Аштарака, поруч із селами Азатаван, Масіс та Бюраван.